# Адомс
«Адомс» — украинский футбольный клуб из Кременчуга. Основан в 1998 году. Выступал во Второй лиге Украины.

## История
Футбольный клуб «Адомс» создавался по инициативе Константина Туркина, ставшего впоследствии президентом клуба. Руководил командой Григорий Чичиков. После сезона в первенстве Полтавской области команда вышла во вторую украинскую лигу.
Созданная из местных воспитанников, команда провалила старт сезона 1999/00. После трёх поражений на старте чемпионата руководство клуба, поставившего цель в первый же сезон выйти в первую лигу, сменило тренерский штаб. Новым тренером был назначен Сергей Свистун, победивший в первых шести турах. Только луганская «Заря» обыграла дома пдебютанта лиги. За несколько туров до конца сезона «Адомс» возглавлял турнирную таблицу в своей группе. Решающим для определения обладателя единственной путевки в первую лигу стал матч в Днепропетровске с «Днепром-2». Хозяева к этой игре укрепились игроками главной команды и добыли победу — 2:1, оставив «Адомс» на втором месте.
Во втором своём сезоне из-за финансовых проблем команда заняла 14 место среди 16 команд. По завершении сезона команда снялась с дальнейших соревнований.

## Достижения
- Финалист кубка Полтавской области — 1999
- Серебряный призёр второй лиги Украины — 1999/00